# بایرام پاشا
بایرام پاشا (ترکی استانبولی: Bayrampaşa) از ناحیه‌های قسمت آسیایی استانبول که در استان استانبول از ناحیه مرمره قرار گرفته‌است. طبق آخرین سرشماری به سال ۲۰۱۲ میلادی این ناحیه  ۲۶۹٬۷۷۴ نفر جمعیت دارد.

## ساختار اداری
این ناحیه از ۱۱ محله تشکیل می‌شود: 
آلتین‌تپسی Altıntepsi 
جوادپاشا Cevatpaşa 
قارتال‌تپه Kartaltepe 
کجاتپه Kocatepe 
مرادپاشا Muratpaşa 
اُرتا Orta  
ینی‌دوغان Yenidoğan 
وطن Vatan 
ترازودره Terazidere 
عصمت‌پاشا İsmetpaşa 
ییلدیریم Yıldırım  

## جمعیت
| سال   | ۱۹۹۰    | ۱۹۹۷    | ۲۰۰۰    | ۲۰۰۷    | ۲۰۱۰    |
| جمعیت | ۲۱۲٬۶۷۰ | ۲۴۰٬۴۲۷ | ۲۴۶٬۶۹۲ | ۲۷۲٬۱۹۶ | ۲۶۹٫۴۸۱ |
| ----- | ------- | ------- | ------- | ------- | ------- |